# Lucilla (Vorname)
Lucilla ist ein weiblicher Vorname. Er ist eine Verkleinerungsform des Namens Lucia, der wiederum auf den männlichen lateinischen Namen Lucius zurückgeht.

## Namensträgerinnen
- Lucilla Agosti (* 1978), italienische Schauspielerin, Showmasterin und Moderatorin
- Lucilla Andreucci (* 1969), italienische Marathonläuferin
- Lucilla Boari (* 1997), italienische Bogenschützin
- Lucilla Galeazzi (* 1950), italienische Sängerin
- Lucilla Perrotta (* 1975), italienische Beachvolleyballspielerin